# Dongguan International Trade Center 1
Das Dongguan International Trade Center 1 ist ein superhoher Wolkenkratzer in Dongguan in Provinz Guangdong in der Volksrepublik China. Er hat eine Höhe von 423 Metern und 85 Stockwerke. Der Bau begann im Jahr 2014 und wurde im Jahr 2021 abgeschlossen. Nach seiner Fertigstellung wurde es das höchste Gebäude in Dongguan.